# Cascabel (película)
Cascabel es una película de drama documental mexicana escrita y dirigida por Raúl Ariza, y protagonizada por Ernesto Gómez Cruz, Maribel Fernández "La Pelangocha", Raúl Ramírez, Aarón Hernán, Silvia Mariscal, Rosita Bouchot y Norma Herrera.
Este film fue nominado a 3 Premios Ariel, ganando en las categorías Mejor Edición y Mejor Ópera Prima, siendo además, premiado con el premio Diosas de Plata en la categoría Mejor Película que otorga PECIME (Periodistas Cinematográficos de México).

## Producción
El rodaje inició el 10 de mayo de 1976 en locaciones de la Ciudad de México y el estado de Chiapas. Se estrenó el 1 de septiembre en el cine Latino.

## Sinopsis
La cinta relata la historia de Alfredo, un director de cine que es contratado para realizar un documental sobre los lacandones y los problemas que vive mientras se desarrolla el rodaje. Destacando la falsedad del guion que debe llevar al pie de la letra, situación que intenta cambiar por la cual sufre censura.

## Reparto[4]
| Reparto            | Personajes     |
| ------------------ | -------------- |
| Ernesto Gómez Cruz | Chankin        |
| Raúl Hernández     | Gómez Rul      |
| Aarón Hernán       | Miguel         |
| Héctor Gómez       | César Lugo     |
| Mario Casillas     | Jesús          |
| Sergio Jiménez     | Alfredo Castro |
| Silvia Mariscal    | actriz         |
| Margarita Gallegos | Margarita      |

## Premios[5]
| Año  | Premiación      | Categoria                    | Nominado          | Resultado |
| ---- | --------------- | ---------------------------- | ----------------- | --------- |
| 1977 | Premios Ariel   | Mejor Edición                | Reynaldo Portillo | Ganador   |
| 1977 | Premios Ariel   | Mejor Ópera Prima            | Raúl Araiza       | Ganador   |
| 1977 | Premios Ariel   | Mejor Co-actuación Masculina | José Carlos Ruiz  | Nominado  |
| 1978 | Diosas de Plata | Mejor Película               | Cascabel          | Ganador   |